# Морі (Хоккайдо)

42°6′18″ пн. ш. 140°34′35″ сх. д. / 42.10500° пн. ш. 140.57639° сх. д.
Мо́рі (яп. 森町, もりまち, МФА: [moɾʲi mat͡ɕi̥]) — містечко в Японії, в повіті Каябе округу Осіма префектури Хоккайдо. Станом на 1 жовтня 2008 року площа містечка становила 368,27 км². Станом на 31 березня 2017 населення містечка становило 16 144 осіб.